# Let's Stay Together (chanson)
Pour les articles homonymes, voir Let's Stay Together.
Singles de Al Green
Tired of Being Alone
(1971) Look What You Done for Me (en)
(1972)
Let's Stay Together est une chanson du chanteur de soul américain Al Green figurant sur l'album homonyme sorti en 1972. La chanson est d'abord sortie en 45 tours en novembre 1971 chez Hi Records, se hissant à la première place du Billboard Hot 100, classement américain des meilleures ventes de disques toutes catégories musicales confondues.
Elle est classée 60e dans la liste des 500 plus grandes chansons de tous les temps par le magazine Rolling Stone de 2004 et a été reprise par de nombreux autres interprètes, notamment Tina Turner. La chanson est ajoutée au Registre national des enregistrements par la Bibliothèque du Congrès en 2010, qui sélectionne chaque année les enregistrements qui sont « culturellement, historiquement ou esthétiquement significatifs » et a été intronisée au Grammy Hall of Fame en 1999.

## Liste des titres
| A. | Let's Stay Together | 3:15 |
| B. | Tomorrow's Dreams   | 2:18 |

## Crédits
- Al Green : chant, écriture ;
- Willie Mitchell : écriture, production, ingénieur du son ;
- Al Jackson, Jr. : batterie, écriture ;
- Howard Grimes : batterie ;
- Leroy Hodges : basse ;
- Charles Hodges : orgue, piano ;
- Teenie Hodges : guitare ;
- Wayne Jackson : trompette ;
- Andrew Love : cuivres, saxophone ténor ;
- Ed Logan : cuivres, saxophone ténor ;
- James Mitchell : basse, saxophone baryton, arrangements ;
- Jack Hale, Sr. : trombone ;
- Charles Chalmers, Donna Rhodes, Sandra Rhodes : chœurs.

## Classements et certifications
| Hit-parade                      | Meilleure position |
| ------------------------------- | ------------------ |
| Canada (Top Singles)            | 14                 |
| États-Unis (Hot 100)            | 1                  |
| États-Unis (Hot Soul Singles)   | 1                  |
| États-Unis (Adult Contemporary) | 36                 |
| États-Unis (Cash Box Top 100)   | 1                  |
| Royaume-Uni (UK Singles Chart)  | 7                  |

| Hit-parade                     | Position |
| ------------------------------ | -------- |
| États-Unis (Hot 100)           | 11       |
| États-Unis (Hot Soul Singles)  | 1        |
| États-Unis (Cash Box)          | 7        |
| Royaume-Uni (UK Singles Chart) | 79       |

| Pays                    | Certification | Date       | Unités certifiées |
| ----------------------- | ------------- | ---------- | ----------------- |
| Danemark (IFPI Danmark) | Or            | 12/2023    | 45 000            |
| Espagne (Promusicae)    | Platine       | 01/2024    | 60 000            |
| États-Unis (RIAA)       | Platine       | 23/11/2021 | 1 000 000         |
| Italie (FIMI)           | Or            | 2018       | 25 000            |
| Royaume-Uni (BPI)       | Platine       | 25/09/2020 | 600 000           |

## Version de Tina Turner
Singles de Tina Turner
Ball of Confusion
(1982) Help!
(1984)
Let's Stay Together fait également partie du répertoire discographique de Tina Turner, qui l'a reprise en 1983 et marque sa deuxième collaboration avec l'équipe de production britannique Heaven 17 et British Electric Foundation après Ball of Confusion en 1982. Contrairement à la version d'Al Green, Turner chante d'abord le deuxième couplet, puis le premier couplet lorsque le groupe commence à jouer dans la chanson. La version de Tina Turner est sortie en 45 tours le 7 novembre 1983 en Europe et en janvier 1984 aux États-Unis chez Capitol Records. La chanson est incluse sur son cinquième album Private Dancer sorti quelques mois plus tard, en mai 1984. Le clip vidéo de la chanson est réalisé par le réalisateur britannique David Mallet.

### Liste des titres
| A. | Let's Stay Together | 3:33 |
| B. | I Wrote a Letter    | 3:34 |

### Crédits
| Musiciens - Tina Turner : chant ; - Gary Barnacle : saxophone ; - Glenn Gregory : chœurs ; - Rupert Hine : percussion ; - Frank Ricotti : percussion ; - Ray Russell : guitare ; - Martyn Ware : programmation, batterie électronique, arrangements, chœurs ; - Greg Walsh : programmation, arrangements ; - Nick Plytas : piano, synthétiseur. | Production - Greg Walsh : production, ingénieur du son ; - Martyn Ware : production ; - Walter Samuel : ingénieur du son ; - Alan Yoshida : mastering ; - Akira Taguchi : production de compilation ; - Sam Gay : directeur créatif ; - Roy Kohara : directeur artistique ; - John O'Brien : conception ; - Peter Ashworth : photographie ; - Roger Davies : management ; - Chip Lightman : management. |

### Classements et certifications
| Hit-parade                             | Meilleure position |
| -------------------------------------- | ------------------ |
| Allemagne de l'Ouest (Media Control)   | 18                 |
| Australie (Kent Music Report)          | 19                 |
| Belgique (Flandre Ultratop 50 Singles) | 7                  |
| Canada (Top Singles)                   | 43                 |
| États-Unis (Hot 100)                   | 26                 |
| États-Unis (Hot Dance Club Songs)      | 1                  |
| États-Unis (Hot Black Singles)         | 3                  |
| Finlande (Suomen virallinen lista)     | 20                 |
| Irlande (IRMA)                         | 15                 |
| Nouvelle-Zélande (RMNZ)                | 4                  |
| Pays-Bas (Nederlandse Top 40)          | 4                  |
| Pays-Bas (Nationale Hitparade)         | 5                  |
| Royaume-Uni (UK Singles Chart)         | 6                  |
| Suisse (Schweizer Hitparade)           | 28                 |

| Année | Hit-parade                           | Position |
| ----- | ------------------------------------ | -------- |
| 1983  | Royaume-Uni (UK Singles Chart)       | 46       |
| 1984  | Belgique (Flandre Ultratop 50)       | 83       |
| 1984  | États-Unis (Hot Dance Club Songs)    | 30       |
| 1984  | États-Unis (Hot Black Singles)       | 36       |
| 1984  | Nouvelle-Zélande (Recorded Music NZ) | 30       |

| Pays              | Certification | Date       | Unités certifiées |
| ----------------- | ------------- | ---------- | ----------------- |
| Royaume-Uni (BPI) | Argent        | 01/12/1983 | 250 000           |

## Version de Seal
Singles de Seal
Weight of My Mistakes
(2010) Wishing on a Star (en)
(2011)
La chanson a été reprise plus récemment par le chanteur britannique Seal dans son album Soul 2 sorti en 2011. Cette version est sortie le 30 septembre 2011 comme premier single de l'album.

### Classements
| Classement (2011)               | Meilleure position |
| ------------------------------- | ------------------ |
| Belgique (Flandre Ultratip 100) | Tip                |
| Belgique (Wallonie Ultratip 50) | Tip                |
| France (SNEP)                   | 74                 |

## Dans la culture populaire
La chanson a été utilisée à plusieurs reprises comme musique de films de cinéma ou de fictions télévisuelles. La chanson a notamment été utilisée dans les films :
- Pulp Fiction de Quentin Tarantino, sorti en 1994 ;
- Hellboy, sorti en 2004 ;
- Fièvre à Columbus University de John Singleton, sorti en 1995 ;
- Munich de Steven Spielberg, sorti en 2005 ;
- Comment se faire larguer en 10 leçons de Donald Petrie, sorti en 2003 ;
- In Love de Kris Isacsson, sorti en 2000 ;
- Blue Chips de William Friedkin, sorti en 1994 ;
- The Handmaid's Tale : La Servante écarlate, lors de l'épisode 5 de la saison 5.

Le 20 janvier 2012, le président des États-Unis Barack Obama, dans le cadre de sa campagne de levée de fonds pour la présidentielle, interprète la chanson a cappella lors de son discours à l'Apollo Theater devant une assemblée de grands donateurs.

## Sources
- (en) Cet article est partiellement ou en totalité issu de l’article de Wikipédia en anglais intitulé « Let's Stay Together (song) » (voir la liste des auteurs).